# Hautevelle
Hautevelle település Franciaországban, Haute-Saône megyében. Lakosainak száma 253 fő (2022. január 1.). Hautevelle Saint-Loup-sur-Semouse, Breuches, Fontaine-lès-Luxeuil, Francalmont, Luxeuil-les-Bains és Ormoiche községekkel határos.

## Népesség
A település népességének változása:
| Lakosok száma | 262  | 263  | 273  | 267  | 267  | 268  | 263  | 258  | 253  |
|               | 2013 | 2015 | 2016 | 2017 | 2018 | 2019 | 2020 | 2021 | 2022 |